# نانيانغ
نانيانغ (بالصينية: 南阳市 )‏ هي مدينة على مستوى محافظة، في جمهورية الصين الشعبية، تتبع خنان، تبلغ مساحتها 26,591 كيلومتر مربع، رمزها البريدي هو 473000.

## الموقع
تشترك في الحدود مع:
- سويزهو
- شينيانج.

## التقسيمات الإدارية
- Wancheng, Nanyang [الإنجليزية]‏
- Wolong, Nanyang [الإنجليزية]‏
- Nanzhao County [الإنجليزية]‏
- Fangcheng County [الإنجليزية]‏
- Xixia County [الإنجليزية]‏
- Zhenping County, Henan [الإنجليزية]‏
- Neixiang County [الإنجليزية]‏
- Xichuan County [الإنجليزية]‏
- Sheqi County [الإنجليزية]‏
- Tanghe County [الإنجليزية]‏
- Xinye County [الإنجليزية]‏
- Tongbai County [الإنجليزية]‏
- دينغزو  [لغات أخرى]‏.

## أعلام
- هي جين
- زانج هينج
- دانييلا وانغ
- يين ليهوا